# Jorge Puflea

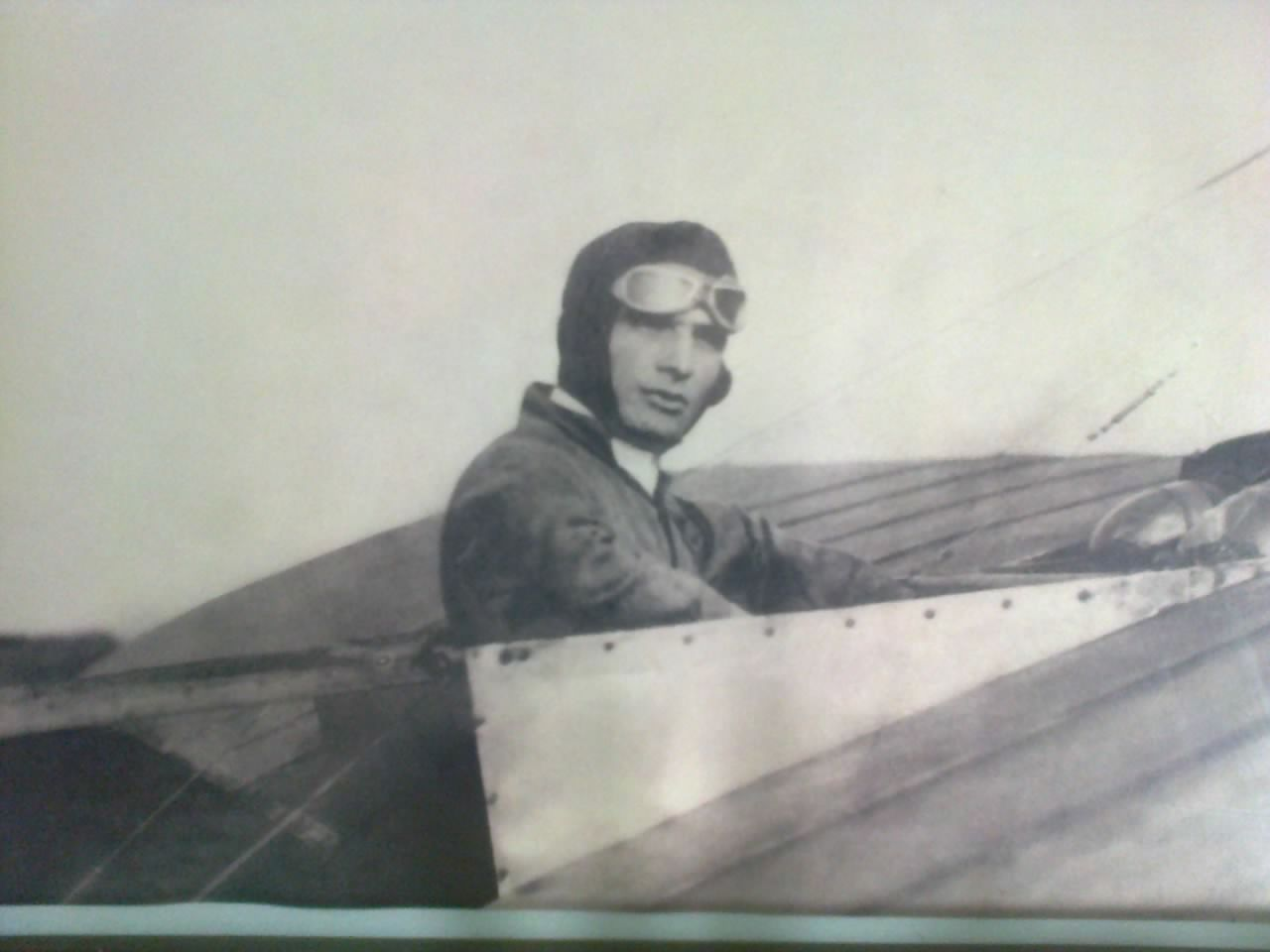
Jorge Puflea a bordo de un Bleriot XI-2

## Semblanza
Jorge Puflea Craciun, piloto aviador pionero de origen rumano que participó en la Primera Guerra de los Balcanes, en la Revolución Mexicana, en la Primera Guerra Mundial y en las primeras épocas de la aviación civil mexicana y norteamericana. Se le conoció también por su nombre en inglés, George Puflea.

## Biografía
Nació en Medias, Rumanía en octubre de 1883. Se hizo piloto aviador en Francia, y participó en la Primera Guerra de los Balcanes. Con Francisco Santarini viajó a Nueva York, Estados Unidos, y obtuvo la licencia de piloto 256

del Club Aéreo de América en 1913 en la Escuela Moisant de Aviación en Long Island, Nueva York,
donde se desempeñó como instructor y llegó a ser piloto e instructor en jefe.
En 1914 viajó a México por invitación de Alberto Salinas Carranza, y se unió al Ejército Constitucionalista, participando en la campaña de Puebla y en la Batalla de El Ébano, donde realizó labores de observación, bombardeo y distribución de propaganda a las tropas enemigas. También participó en la campaña de Campeche y Yucatán de 1915, entre otras en la Batalla de Blanca Flor. Ahí también realizó vuelos de exhibición.
Fue instructor de la Escuela Nacional de Aviación, más tarde llamada Escuela Militar de Aviación de la Fuerza Aérea Mexicana cuando ésta se fundó el 15 de noviembre de 1915. En 1916 viajó a Europa, donde participó en la Primera Guerra Mundial.
Después de este conflicto se trasladó a El Paso, Texas Estados Unidos, donde se desempeñó como distribuidor de los aviones Ansaldo y Lincoln. También vivió en Ciudad Juárez y en Chihuahua, México, donde fungió como piloto del Gobierno del Estado. En distintos momentos intentó establecer un servicio aéreo regular entre El Paso, Chihuahua y la Ciudad de México, aunque se desconoce si el servicio entró en operación, o el éxito comercial que haya tenido.
En 1925 intentó imponer un récord de vuelo sin escalas en México, entre las ciudades de Chihuahua y México, acompañado de Eddie Stinson. No es claro si logró imponer este récord.
Contrajo matrimonio con la mexicana Juliana Treviño González, hermana del General Jacinto B. Treviño, quien fuera Comandante en Jefe del Cuerpo del Ejército del Noreste, bajo cuyas órdenes sirvió en los Combates de El Ébano. Con ella tuvo dos hijos, Jorge Luis Alfonso y Roberto Francisco.
Posteriormente, desempeñó diversos cargos en la rama aeronáutica de la administración pública. En la década de los treinta Jorge Puflea fue inspector de servicios aéreos, y asistente del Comandante del Aeropuerto Central en la Ciudad de México. En los cuarenta también fue comandante del campo aéreo de Veracruz. Ya retirado, se dirigió a Albuquerque, Nuevo México, donde falleció, probablemente a mediados de los años cincuenta.
En algunas publicaciones se hace referencia a su apellido como Pufflea, Paflea o Buflea.

## Conflictos armados en los que participó
- Jorge Puflea participó como piloto en la Guerra de los Balcanes, con el Ejército austrohúngaro.
- También, tomó parte en la Revolución Mexicana con la Flotilla Aérea del Cuerpo del Ejército del Noreste del Ejército Constitucionalista.
- Y en la Primera Guerra Mundial, peleó en el Ejército Austriaco en los frentes ruso e italiano.[13]

## Carrera como Instructor
- Puflea fue instructor de la Escuela Moisant de Aviación en Nueva York, Estados Unidos durante 1913-1914, donde llegó a ser piloto e instructor en jefe.[4]
- También entre 1915 y 1916 fue instructor fundador de la Escuela Nacional de Aviación, más tarde llamada Escuela Militar de Aviación de la Fuerza Aérea Mexicana.
- Durante la Primera Guerra Mundial, entre 1917 y 1919 Puflea fue instructor de vuelo e instructor de vuelo acrobático en Park Field, Memphis, Estados Unidos.[14]
- Durante la Segunda Guerra Mundial, fue instructor de la Escuela Militar de Aviación, el "Colegio del Aire" en Guadalajara, México.[3]

## Récords
- Jorge Puflea fue, junto con Leonard Bonney, el primer instructor que tuvo la Escuela Nacional de Aviación, más tarde llamada Escuela Militar de Aviación de la Fuerza Aérea Mexicana, a partir de su fundación el 15 de noviembre de 1915.
- Puflea realizó lo que se reconoce como el primer vuelo de larga distancia en México, volando de El Paso, Texas a la Ciudad de México, haciendo escalas en Chihuahua, Torreón, Saltillo, Monterrey, San Luis Potosí (o posiblemente Querétaro) en noviembre de 1920.[15][16] Este vuelo fue también el primer vuelo Estados Unidos - México.[17]
- También fue el piloto que, el 1 de enero de 1921, voló de la Ciudad de México a Tampico en el primer vuelo de pruebas de la naciente Compañía Mexicana de Transportación Aérea, luego llamada Mexicana de Aviación, que fue la primera línea aérea de México con vuelos regulares de servicio postal y de pasajeros.
- Puflea intentó un vuelo récord de distancia sin escalas, entre las ciudades de Chihuahua y México, en junio de 1925. Se desconoce el resultado de la misión.

## Compañeros de Vuelo
- Leonard Bonney. Voló con Jorge Puflea durante la Batalla de El Ébano. También fue su compañero instructor en la Escuela Nacional de Aviación.
- Edward F. Niles. Compañero de Puflea en la campaña de Campeche y Yucatán en 1915.
- Alberto Salinas Carranza. Jefe directo y compañero de vuelo de Puflea en la Flotilla Aérea del Ejército Constitucionalista. También fue su superior en la Escuela Nacional de Aviación.
- Eddie Stinson. Acompañó a Puflea en el intento de vuelo récord sin escalas Chihuahua - Ciudad de México, en 1925.
- L. A. Winship. Winship acompañó a Puflea en el primer vuelo Estados Unidos - México, en 1920.